# Rhabdomastix hirticornis
Rhabdomastix hirticornis là một loài ruồi trong họ Limoniidae. Chúng phân bố ở miền Cổ bắc.